# Karl-Eduard von Schnitzler
Karl-Eduard von Schnitzler (ur. 28 kwietnia 1918 w Dahlem, obecnie dzielnica Berlina, zm. 20 września 2001 w Zeuthen) – niemiecki dziennikarz i prezenter telewizyjny, znany głównie jako twórca i gospodarz programu Der schwarze Kanal i naczelny propagandzista Niemieckiej Republiki Demokratycznej.

## Życiorys
Absolwent szkoły średniej w Kolonii, od 1937 r. studiował przez dwa semestry medycynę na uniwersytecie we Fryburgu. W czasach nazistowskich należał do młodzieżówki socjalistycznej i utrzymywał kontakty z członkami zdelegalizowanej Komunistycznej Partii Niemiec. Podczas II wojny światowej służył w Wehrmachcie jako łącznościowiec, przebywając na kilku frontach, między innymi radzieckim i afrykańskim. W 1943 r. nawiązał kontakt z francuskim ruchem oporu, za co został rok później aresztowany. Po wydostaniu się na wolność w czerwcu 1944 r. został pojmany przez Brytyjczyków a następnie rozpoczął pracę w dziale propagandowym BBC. Po wojnie przebywał w brytyjskiej strefie okupacyjnej gdzie pracował dla NWDR. W 1947 r. został zwolniony w związku z krytyką antykomunistycznej postawy stacji, wobec czego przeniósł się do strefy radzieckiej. Rok później zaczął pracę w miejscowym radiu i wstąpił do SED. W 1952 r. objął funkcję głównego komentatora politycznego DFF. 
Od 1960 r. prowadził swój cotygodniowy autorski program Der schwarze Kanal, w którym komentował fragmenty audycji zachodnioniemieckich kanałów telewizyjnych ARD i ZDF, których zasięg nadawania obejmował większość terytorium NRD. Der schwarze Kanal stanowił odpowiedź na podobne zachodnioniemieckie audycje Die rote Optik i ZDF Magazin, w których prezentowano fragmenty DFF. Do programu wybierane były urywki, w których nieprzychylnie odnoszono się do wschodnioniemieckiego reżimu lub których kontekst łatwo było przeinaczyć. Komentarze prowadzącego miały zjadliwy i agresywny ton, a ich treść nasycona była komunistyczną propagandą i obfitowała w manipulacje i wyzwiska w stronę zachodnioniemieckich polityków. Jako czołowy propagandzista NRD, Schnitzler był znienawidzony przez większość wschodnioniemieckiego społeczeństwa. Wytykano mu hipokryzję w postaci częstych wizyt w Berlinie Zachodnim mimo bycia członkiem partyjnego betonu, a według popularnego wśród mieszkańców dowcipu słysząc jego nazwisko widz powinien był przełączyć kanał.
Podczas reunifikacji Schnitzler zaciekle wspierał komunistyczny reżim, a jego komentarze coraz bardziej odbiegały od rzeczywistej sytuacji panującej w kraju. Jego zatwardziała postawa przestała być na rękę również władzom kraju, które chcąc odzyskać zaufanie społeczne i zatrzymać falę emigracji do RFN zdecydowały się złagodzić wydźwięk treści prezentowanych w mediach. Postanowiono zdjąć Der schwarze Kanal z ramówki, a ostatni odcinek programu wyemitowano 30 października 1989 r. Nowe władze SED chciały wyrzucić Schnitzlera z partii jako jedną z głównych twarzy totalitarnego systemu, jednak w 1990 r. dziennikarz dobrowolnie zrezygnował z członkostwa. Po wchłonięciu NRD przez RFN udzielał się w różnych lewicowych pismach, wciąż broniąc upadłego ustroju.

## Życie prywatne
Był synem dyplomaty Juliusa Eduarda von Schnitzlera, który według jego biografii był synem nieślubnej córki cesarza Fryderyka III. Miał starszego brata Hansa, działacza partii DBD oraz członka Volkskammer. Był spokrewniony z Georgiem von Schnitzlerem, jednym z członków zarządu IG Farben.  
Był czterokrotnie żonaty, miał syna i dwie córki. Zamieszkał w podberlińskim Zeuthen, gdzie zmarł na zapalenie płuc w 2001 r.